# ثلجة شرقية
ثلجة شرقية قرية سوريّة تتبع إداريّاً لمحافظة حلب منطقة جرابلس ناحية غندورة، بلغ تعداد سكانها 256 نسمة حسب التعداد السكاني لعام 2004.